# Dismenoree
Dismenoreea, cunoscută și sub numele de dureri menstruale, perioade dureroase sau crampe menstruale, este durerea din timpul menstruației.    Debutul său obișnuit are loc în jurul perioadei în care începe menstruația. Simptomele durează de obicei mai puțin de trei zile. Durerea este de obicei în pelvis sau abdomenul inferior. Alte simptome pot include dureri de spate, diaree sau greață.
Dismenoreea poate apărea fără o problemă de bază.  Problemele de bază care pot provoca dismenoree includ fibromul uterin, adenomioza și, cel mai frecvent, endometrioza.  Este mai frecventă la persoanele cu menstruații abundente, menstruații neregulate, la cele ale căror menstruații au început înainte de vârsta de doisprezece ani și la cele care au o greutate corporală mică. Un examen pelvic și o ecografie la persoanele care sunt active sexual pot fi utile pentru diagnostic.  Afecțiunile care ar trebui excluse includ sarcina ectopică, boala inflamatorie pelvină, cistita interstițială și durerea pelvică cronică.
Dismenoreea apare mai rar la persoanele care fac sport în mod regulat și la cele care au copii devreme în viață. Tratamentul poate include utilizarea unei plăci de încălzire.  Medicamentele care pot ajuta includ AINS, cum ar fi ibuprofenul, pastile hormonale anticoncepționale și Dispozitiv intrauterin cu progesteron.  Aportul de vitamina B1 sau magneziu poate ajuta. Dovezile pentru yoga, acupunctură și masaj sunt insuficiente. Chirurgia poate fi utilă doar dacă sunt prezente anumite probleme de bază enunțate mai sus.
Estimările procentului de femei adolescente și femei de vârstă reproductivă afectate sunt între 50% și 90%.  Este cea mai frecventă tulburare menstruală.  De obicei începe în decurs de un an de la prima menstruație.  Atunci când nu există o cauză subiacentă, adesea durerea se ameliorează odată cu vârsta sau după nașterea unui copil.